# Metagonimus minutus
Metagonimus minutus är en plattmaskart. Metagonimus minutus ingår i släktet Metagonimus och familjen Heterophyidae. Inga underarter finns listade i Catalogue of Life.